# Erdei földirigó
Az erdei földirigó (Geokichla oberlaenderi)  a madarak osztályának verébalakúak (Passeriformes) rendjébe és a rigófélék (Turdidae) családjába tartozó faj.

## Rendszerezése
A fajt Moritz Sassi írta le 1776-ban Geocichla gurneyi oberlaenderi néven. Sorolták a Zoothera nembe  Zoothera oberlaenderi néven is. Tudományos faji nevét Philipp von Oberländer tiszteletére kapta.

## Előfordulása
Afrika középső részén, a Kongói Demokratikus Köztársaság és Uganda területén honos. Természetes élőhelyei a szubtrópusi vagy trópusi síkvidéki és hegyi esőerdők. Állandó, nem vonuló faj.

## Megjelenése
Testhossza 20 centiméter, testtömege 41-48 gramm.

## Természetvédelmi helyzete
Az elterjedési területe nem nagy, egyedszáma 2500-9999 példány közötti és csökken. A Természetvédelmi Világszövetség Vörös listáján mérsékelten fenyegetett fajként szerepel.